# Johann Stephan Pütter
Johann Stephan Pütter (født 25. juni 1725 i Iserlohn, død 12. august 1807 i Göttingen) var en tysk retslærd og publicist.
Pütter blev student 1738, lic.jur. i Marburg 1744, ekstraordinær professor 1746 i Göttingen, ordentlig professor 1753 sammesteds og professor primarius juris 1794. Pütters omfattende forfattergerning, for en stor del udsprunget af hans virksomhed dels som universitetslærer, dels som juridisk rådgiver, tog sin begyndelse på rigsprocessens område — Conspectus rei judiciariæ imperii (1748), det anonyme Patriotische Abbildung des heutigen Zustandes beider höchsten Reichsgerichte (1749), Introductio in rem judiciariam imperii (1752), Nova epitome processus imperii (1757 og senere oplag) —, danner et betydningsfuldt led i udviklingen af tysk privatret — Elementa juris Germanici privati hodierni (1748 og senere oplag) — og gjorde strejftog ind på kirkerettens og naturrettens enemærker — Elementa juris naturæ (sammen med Gottfried Achenwall, 1750 og senere oplag) og Neuer Versuch einer Juristischen Encyclopädie und Methodologie (1757, 2. udgave 1767). Af Pütters praktiske skrifter kan nævnes Anleitung zur juristischen Praxis (1753 og senere oplag) med Zugaben (1757 og senere), og Auserlesene Fälle aus allen Theilen der im Teutschland üblichen Rechtsgelehrsamkeit (3 bind i 12 dele, 1760—91). Men særlig på rigshistoriens og statsrettens område vandt Pütter et berømt navn.
Han blev her en opdrager i stor stil. Fra hele Europa strømmede tilhørere til. Sammen med Heyne og Spittler var Pütter Göttingens stolthed og fornemste tiltrækning. Pütters høresal fyldtes af disciple, der senere som lærde, embeds- eller statsmænd skulle opnå magt og ære. Videnskabsmænd som G.F. Martens, C.F. Eichhorn og Gustav von Hugo var Pütters elever; en statsmand som Hardenberg var efter Rankes udsagn en levende dokumentation af Pütterske læresætninger. Af danske nævner Pütter selv blandt andre J.S. Sneedorff, A.P. Bernstorff, J.E. Colbiørnsen, O.J. Moltke og Rantzau-Breitenburg. I en mængde skrifter behandlede Pütter både statsrettens historie og dogmatik; til den første gruppe hører Grundriss der Staatsveränderungen des Teutschen Reichs (1753 og senere), Vollständiges Handbuch der teutschen Reichshistorie (I—III 1762), Teutsche Reichsgeschichte in ihrem Hauptfaden (1778 og senere), det klassiske Historische Entwickelung der heutigen Staatsverfassung des Teutschen Reichs (I—III, 1786—87), Geist des Westphälischen Friedens (1795) og andre, til den anden Elementa juris publici Germanici (1754 og senere omarbejdelser), Beiträge zum Teutschen Staats- und Fürsten-Rechte (I—II 1777—97) og Institutiones juris publici Germanici (1776 og senere). 
Utvivlsomtbetegner Pütters statsretslige forfattervirksomhed en vigtig epoke i statsretsvidenskabens historie. Medens J.J. Mosers bøger nærmest er materialsamlinger, er Pütter den første egentlige systematiker. Sondringen mellem forfatnings- og forvaltningsret er først hos ham gennemført med stor konsekvens og klarhed; i Dichtung und Wahrheit fremhæver Goethe netop Pütters klarhed. På den private fyrsterets område gjaldt Pütter efter Ernst Landsbergs udtryk næsten som et orakel. Hans herhenhørende værker — Primæ lineæ juris privati principum speciatim Germaniæ (1768 og senere), Unterschied der Stande, besonders des hohen und niederen Adels in Teutschland (1795) og det berømte Ueber Missheirathen Teutscher Fürsten und Grafen (1796) — er grundlæggende. Men Pütters gennemførte juridiske objektivitet fører ham til en vis videnskabelig kvietisme. 
Ligesom der i mennesket Pütter i modsætning til Moser ikke var stof til en martyr, således bringer heller ikke hans ærker — som helhed i det mindste — i deres klamren sig til den bestående ret bud om en kampivrig, frihedskær eller reformlysten ånd. Enkelte afhandlinger, for eksempel DerBüchernachdruck nach Grundsätzeni des Rechts geprüft(1774) og tidsskriftartiklen Ueber die Rechtmässigkeit der Lotterieen (1780) viser en overraskende originalitet og tankerigdom. Som litteraturhistoriker har Pütter ydet arbejder, der endnu er uundværlige for forskerne, således for eksempel Litteratur des Teutschen Staatsrechts (I—III, 1776—83) og Versuch einerakademischen Gelehrten-Geschichte von der Georg-Augustus-Universität zu Göttingen (I 1760, II 1788, fortsat af Friedrich Saalfeld III 1820, IV af Georg Heinrich Oesterley 1838). Også til den religiøse litteratur bidrog Pütter, Die christliche Religion in ihrem wahrem Zusammenhange und in ihrer Vortrefflichkeit (1779) med mere. I 1798 udgav Pütter sin bekendte Selbstbiographie (I—II). I sine sidste leveår var han åndelig svækket.